# دراگونی
دراگونی (به ایتالیایی: Dragoni) یک کومونه در ایتالیا است که در استان کسرتا واقع شده‌است.

## خصوصیات
دراگونی ۲۵٫۹ کیلومترمربع مساحت و ۲٬۱۵۴ نفر جمعیت دارد و ۱۳۰ متر بالاتر از سطح دریا واقع شده‌است.